# Finano de Lindisfarne
Finano de Lindisfarne (em latim: Finanus) foi um monge irlandês e segundo bispo da ilha de Lindisfarne, de 651 até à data de sua morte. Foi educado na Abadia de Iona e, mais tarde, veio a ser escolhido pelos monges columbanos para suceder a Santo Edano.
Trabalhou em estreita colaboração com Osvaldo da Nortúmbria e o Venerável Beda cita seu empenho pela conversão deste antigo reino. Construiu uma catedral em Lindisfarne e dedicou-a a São Pedro. Converteu ao Cristianismo os soberanos Sigeberto II de Essex e Peada.
Os escritos de Beda são a principal fonte do que hoje sabemos sobre este santo do século VII.